# Profilometr

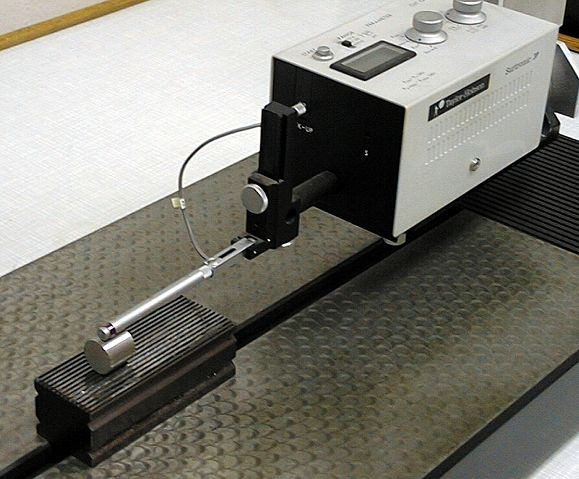
Profilometr stykowy Surtronic 3P

Profilometr – przyrząd pomiarowy służący do pomiaru parametrów chropowatości i falistości powierzchni. Na podstawie topografii powierzchni obliczane są wymiary krytyczne takie jak krzywizna i płaskość.
Pod względem historycznym pojęcia "profilometr" używano do określenia urządzenia podobnego do fonografu, który mierzy topografię podczas przemieszczania się powierzchni badanej względem igły profilometru stykowego. Jednak pojęcie to zmienia się wraz z pojawieniem się wielu bezkontaktowych technik profilometrycznych. 
W zależności od metody pomiaru rozróżniamy:
- profilometry kontaktowe:
  - profilometr stykowy
  - mikroskopia sił atomowych (ATM)
  - skaningowa mikroskopia tunelowa
- profilometry bezkontaktowe optyczne
  - oparte na interferometrii:
    - cyfrowa mikroskopia holograficzna
    - interferometria światła białego
    - różnicowa mikroskopia kontrastowo-interferencyjna (mikroskopia Nomarskiego)

  - oparte na metodzie rzutowania:
    - profilometria Fouriera,
    - metoda mory cieniowej
    - metody odbicia wzorcowego

Współczesne profilometry mierzą nie tylko statyczną topografię, ale również dynamiczne zmiany na powierzchni w czasie rzeczywistym. 

## Profilometr stykowy
Profilometr stykowy umożliwia pomiar powierzchni próbki w trzech wymiarach. Badanie polega na kontaktowym pomiarze profilu powierzchni z wysoką rozdzielczością pionową. Podczas pomiaru następuje stykanie się elementu roboczego (igły) z powierzchnią badanej próbki. Igła pomiarowa przesuwa się po powierzchni ze stałą prędkością, a jej pionowe przemieszczenia są rejestrowane jako sygnały elektryczne lub optyczne. Standardowy profilometr może mierzyć małe pionowe elementy o wysokości od 10 nm do 1 mm. Pozycja igły generuje sygnał analogowy, który jest przetwarzany na sygnał cyfrowy, zapisywany, analizowany i wyświetlany. Promień igły wynosi od 20 nm do 50 μm, a rozdzielczość pozioma jest kontrolowana przez prędkość skanowania i częstotliwość próbkowania sygnału danych. Siła nacisku igły może wynosić od mniej niż 1 do 50 mg. Jako wynik badania otrzymuje się liczbowe wartości parametrów profilu chropowatości lub profilogram o znanym powiększeniu. Za pomocą tego urządzenia można zbadać chropowatość, topografię i morfologię powierzchni oraz grubość warstw powierzchniowych. 
Zalety metody to bardzo wysoka czułość i duża rozdzielczość w osi pionowej, która zwykle wynosi mniej niż 1 nm. Jest to technika bezpośrednia nie wymagająca modelowania. Kontakt z powierzchnią jest często zaletą w brudnym środowisku, gdzie metody bezkontaktowe mogą prowadzić do pomiaru zanieczyszczeń powierzchniowych zamiast samej powierzchni. Ze względu na fakt, że igła styka się z powierzchnią próbki, nie jest ona czuła na jej kolor i odbicie. Promień igły pomiarowej może wynosić nawet 20 nm, co jest znacznie lepsze niż profilowanie optyczne w świetle białym. 